# Nina Griscom
Nina Louise Renshaw (Nueva York, 8 de mayo de 1954- Manhattan, Nueva York, 25 de enero de 2020) fue una modelo, presentadora, diseñadora, columnista y empresaria estadounidense.

## Biografía
Hija de Elizabeth Fly Vagliano y Charles C. Renshaw Jr. Estudió en el Barnard College.
El trabajo en televisión como copresentador de un programa de noticias de entretenimiento en HBO desde 1990 a 1993 y una serie de reseñas de restaurantes en Food Network desde 1993 a 1998.
Como empresaria, Griscom se asoció con Alan Richman para operar tiendas de decoración del hogar en Manhattan y Southampton, Nueva York. También trabajó como portavoz y consultora de Revlon y diseñó carteras para la Colección GiGi New York.
Griscom falleció el 25 de enero de 2020 a los 65 años, por complicaciones de la esclerosis lateral amiotrófica en su casa de Manhattan.

## Filmografía
- 1999, A primera vista
- 2004, Iron Chef America: The Series